# Cleo Montgomery
Cleo Montgomery (Greenville, 1 de julho de 1956) é um ex-jogador profissional de futebol americano estadunidense.

## Carreira
Cleo Montgomery foi campeão da temporada de 1983 da National Football League jogando pelo Los Angeles Raiders, que atualmente corresponde ao Oakland Raiders.